# Don Juan (1926)
Don Juan is een Amerikaanse romantische avonturenfilm uit 1926, geregisseerd door Alan Crosland en met John Barrymore in de hoofdrol. Het is de eerste avondvullende film die gebruikmaakt van het Vitaphone geluidssysteem met een gesynchroniseerde muzikale score en geluidseffecten, hoewel er geen gesproken dialogen zijn. Copeland zou een jaar later The Jazz Singer regisseren, de eerste geluidsfilm met gesproken dialoog. De film is geïnspireerd op het gelijknamige gedicht van Lord Byron.

## Plot
In het 16e-eeuwse Italië raakt de zorgeloze rokkenjager Don Juan in conflict met de despotische Borgias.